# Cotarsina roseofulva
Cotarsina roseofulva är en fjärilsart som beskrevs av Köhler 1952. Cotarsina roseofulva ingår i släktet Cotarsina och familjen nattflyn. Inga underarter finns listade i Catalogue of Life.